# Município de Middleton (condado de Columbiana, Ohio)
O município de Middleton (em inglês: Middleton Township) é um município localizado no condado de Columbiana no estado estadounidense de Ohio. No ano de 2010 tinha uma população de 3.612 habitantes e uma densidade populacional de 39,39 pessoas por km².

## Geografia
O município de Middleton encontra-se localizado nas coordenadas 40° 46′ 11″ N, 80° 33′ 52″ O. Segundo a Departamento do Censo dos Estados Unidos, o município tem uma superfície total de 91.69 km², da qual 91.09 km² correspondem a terra firme e (0.65%) 0.6 km² é água.

## Demografia
Segundo o censo de 2010, tinha 3.612 habitantes residindo no município de Middleton. A densidade populacional era de 39,39 hab./km². Dos 3.612 habitantes, o município de Middleton estava composto pelo 97.87% brancos, o 0.39% eram afroamericanos, o 0.33% eram amerindios, o 0.17% eram asiáticos, o 0.03% eram insulares do Pacífico, o 0.19% eram de outras raças e o 1.02% pertenciam a dois ou mais raças. Do total da população o 0.75% eram hispanos ou latinos de qualquer raça.